# Виды, исчезнувшие в дикой природе
Исче́знувшие в ди́кой приро́де (англ. Extinct in the wild, EW) — охранный статус, присваиваемый биологическим видам или другим таксонам, представители которых сохранились только в неволе.

## Некоторые представители

Животные
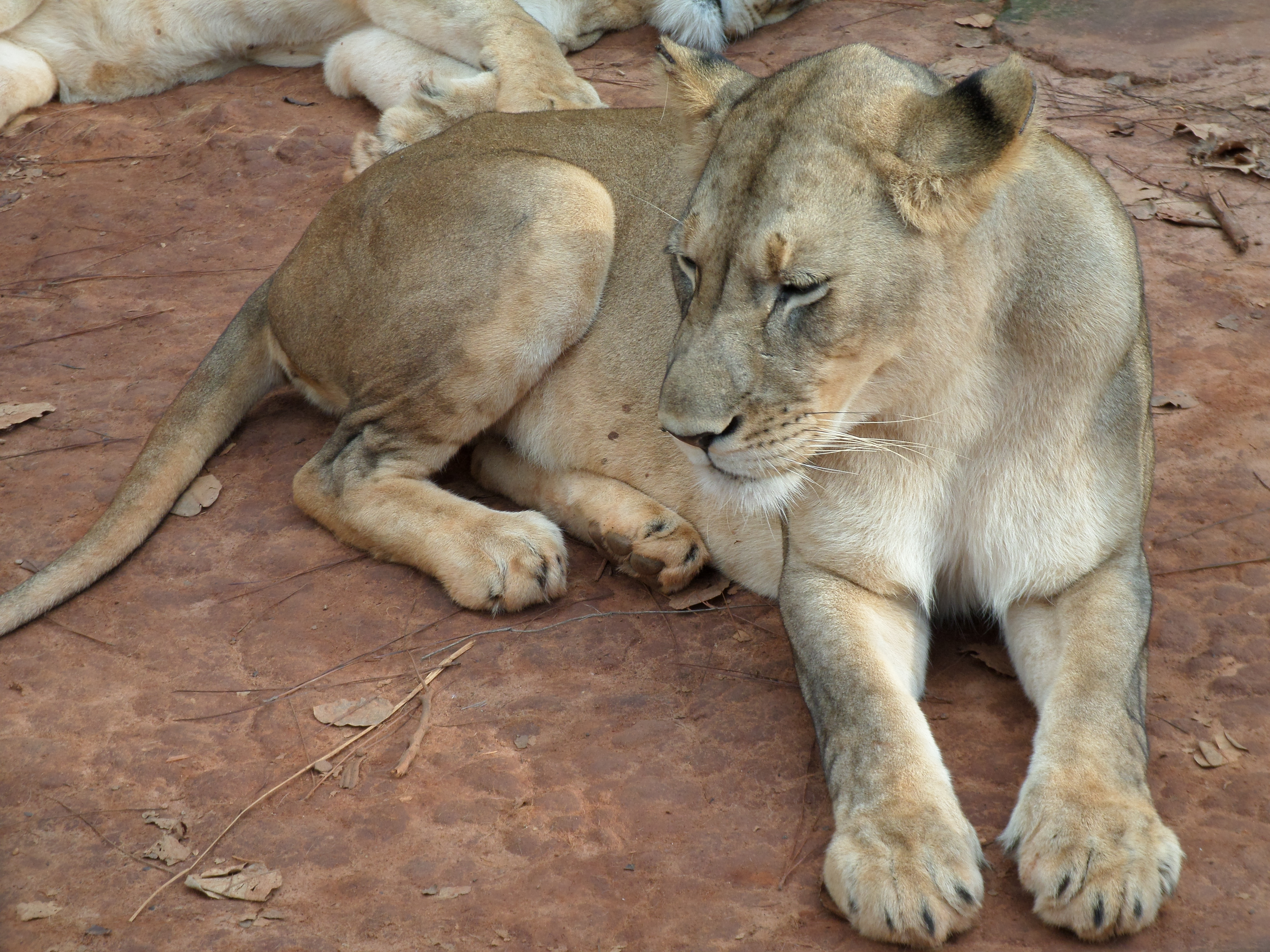
Берберийский лев
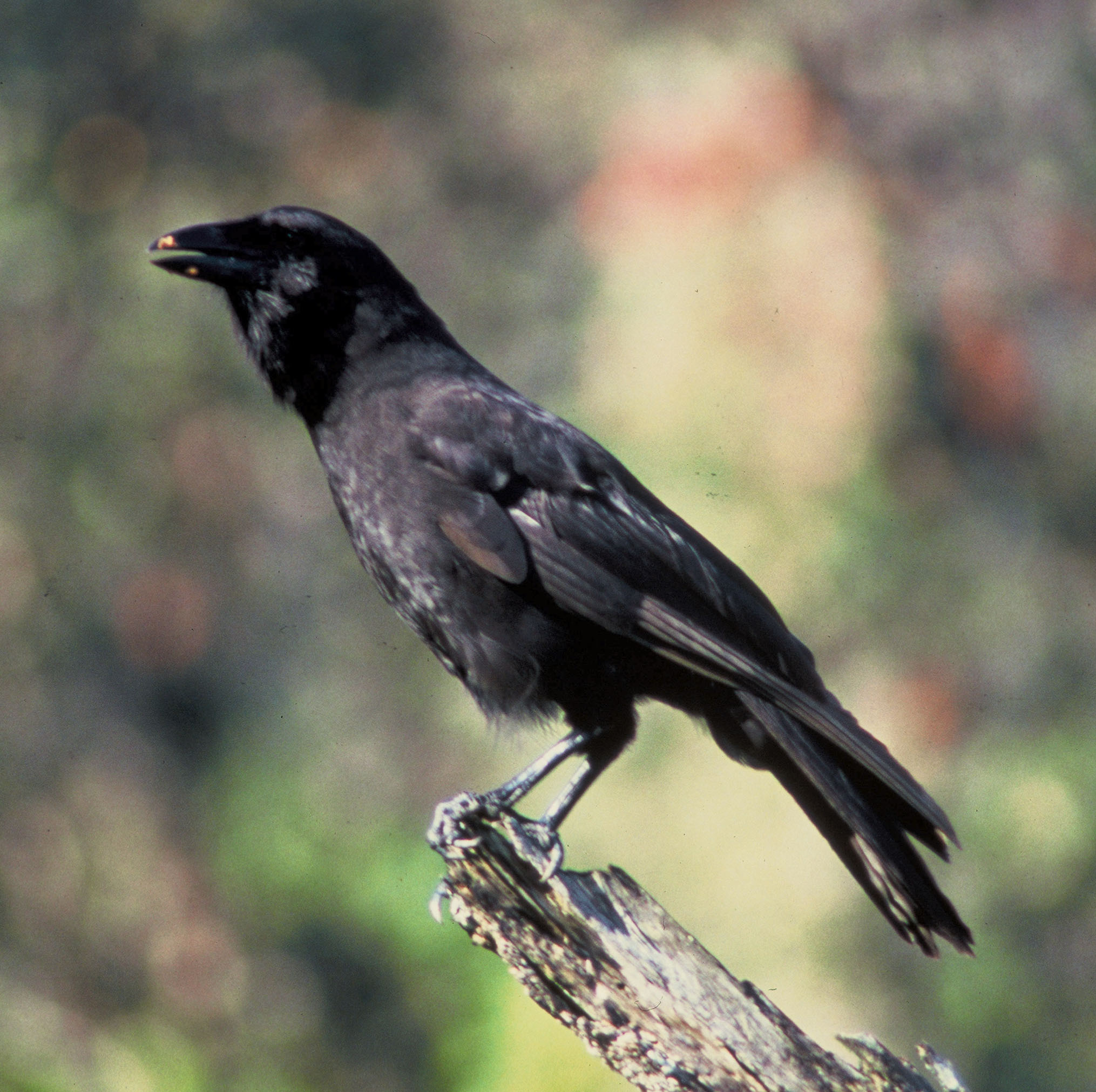
Гавайский ворон (с 2002 года)
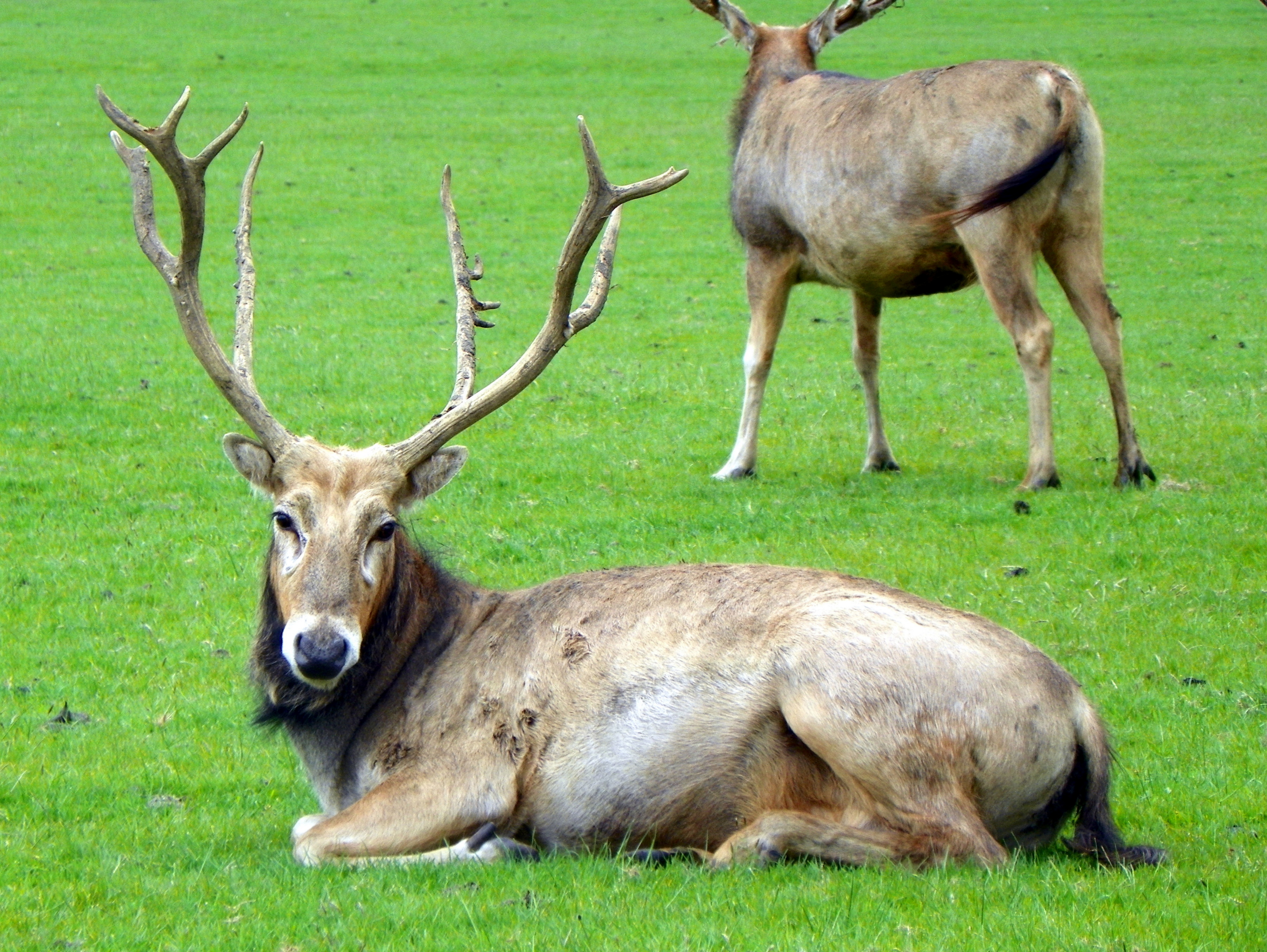
Олень Давида
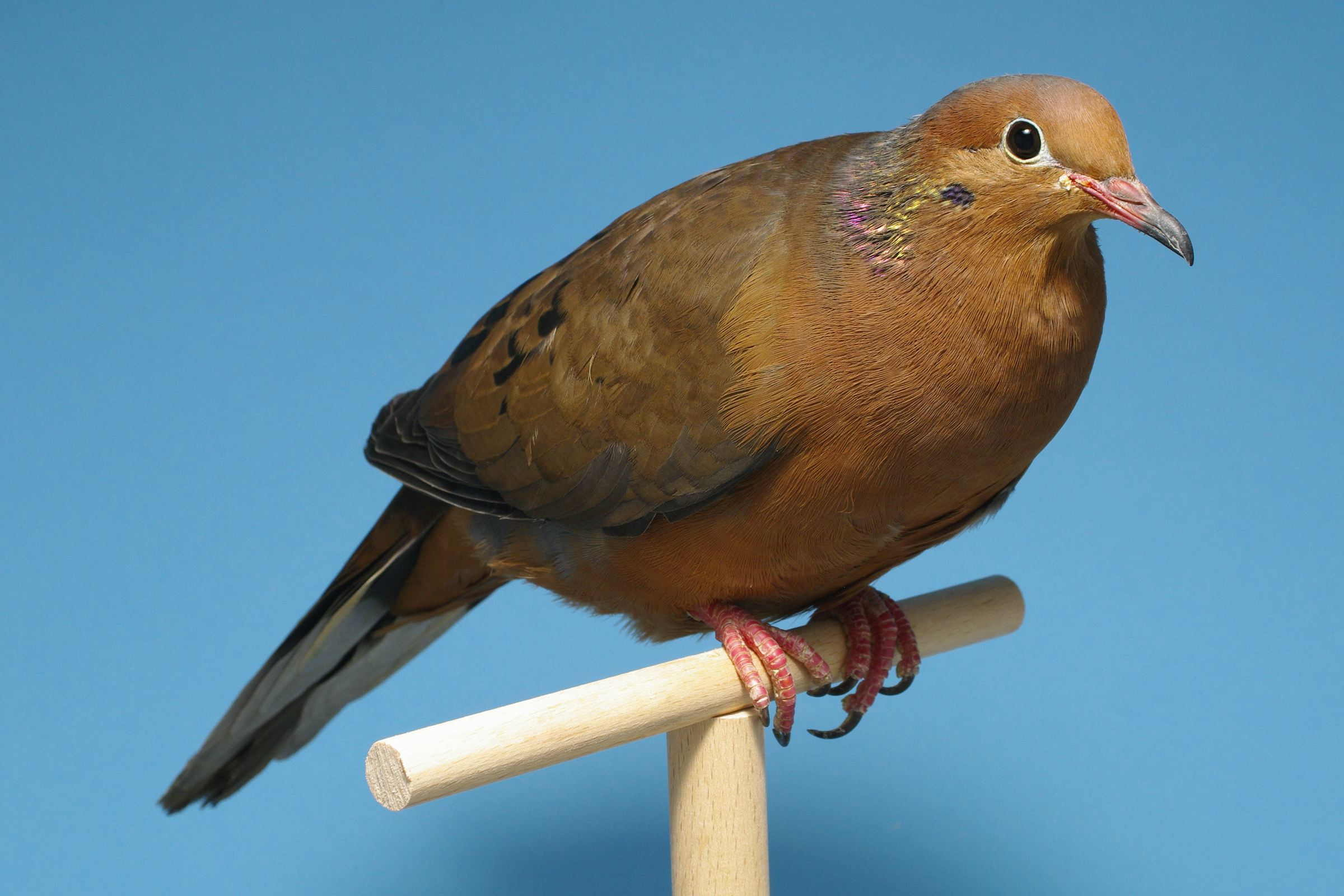
Горлица острова Сокорро
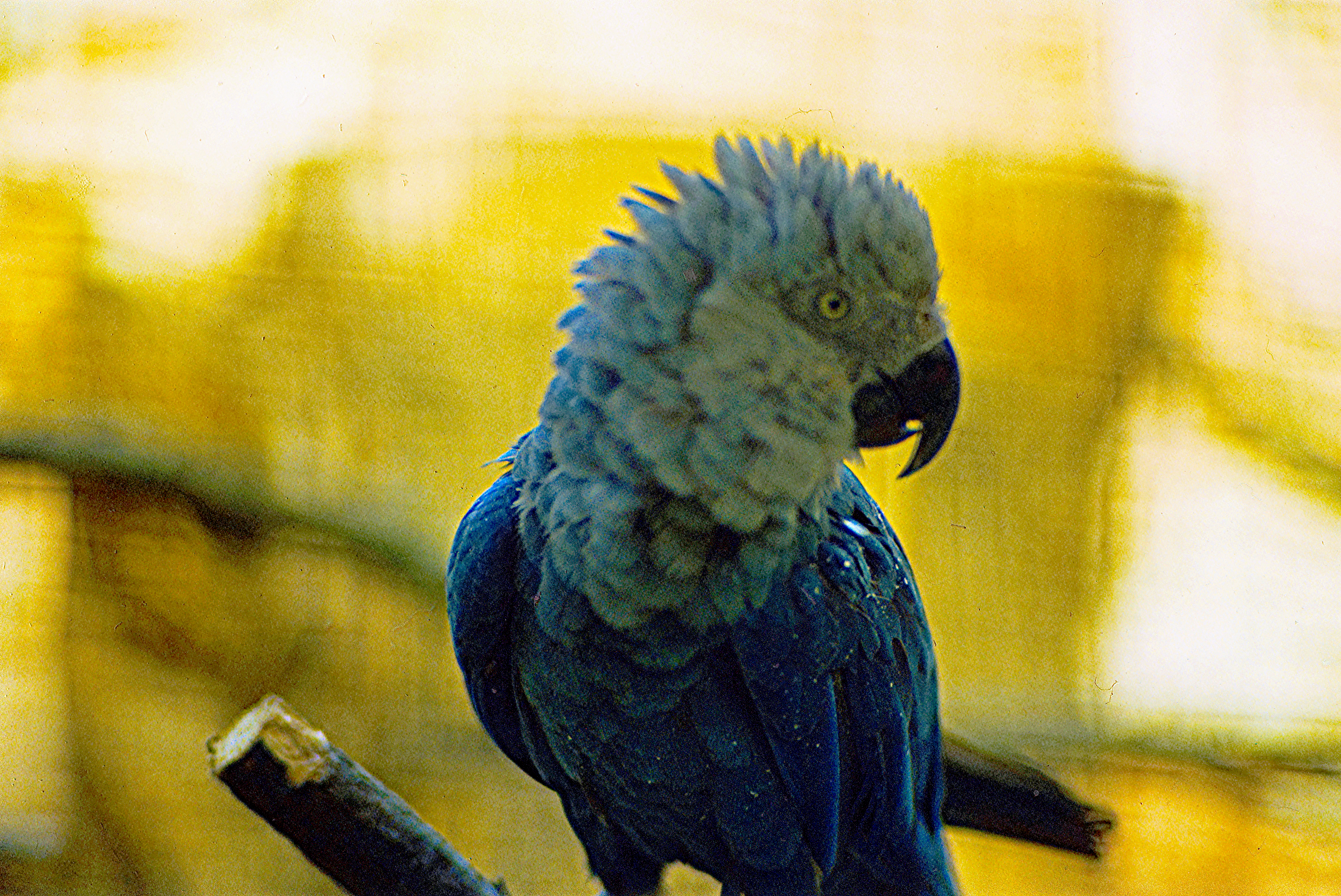
Голубой ара
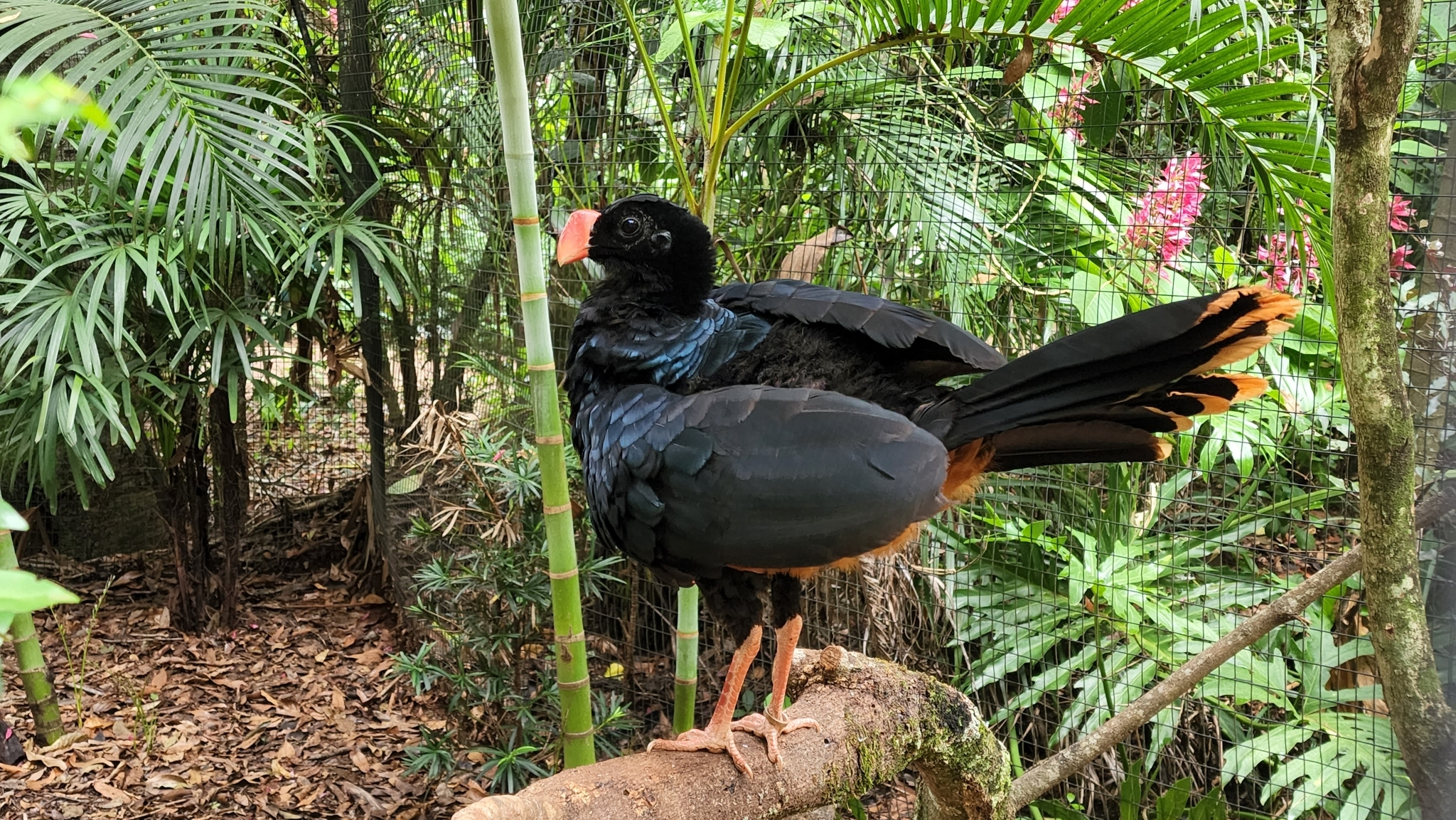
Миту
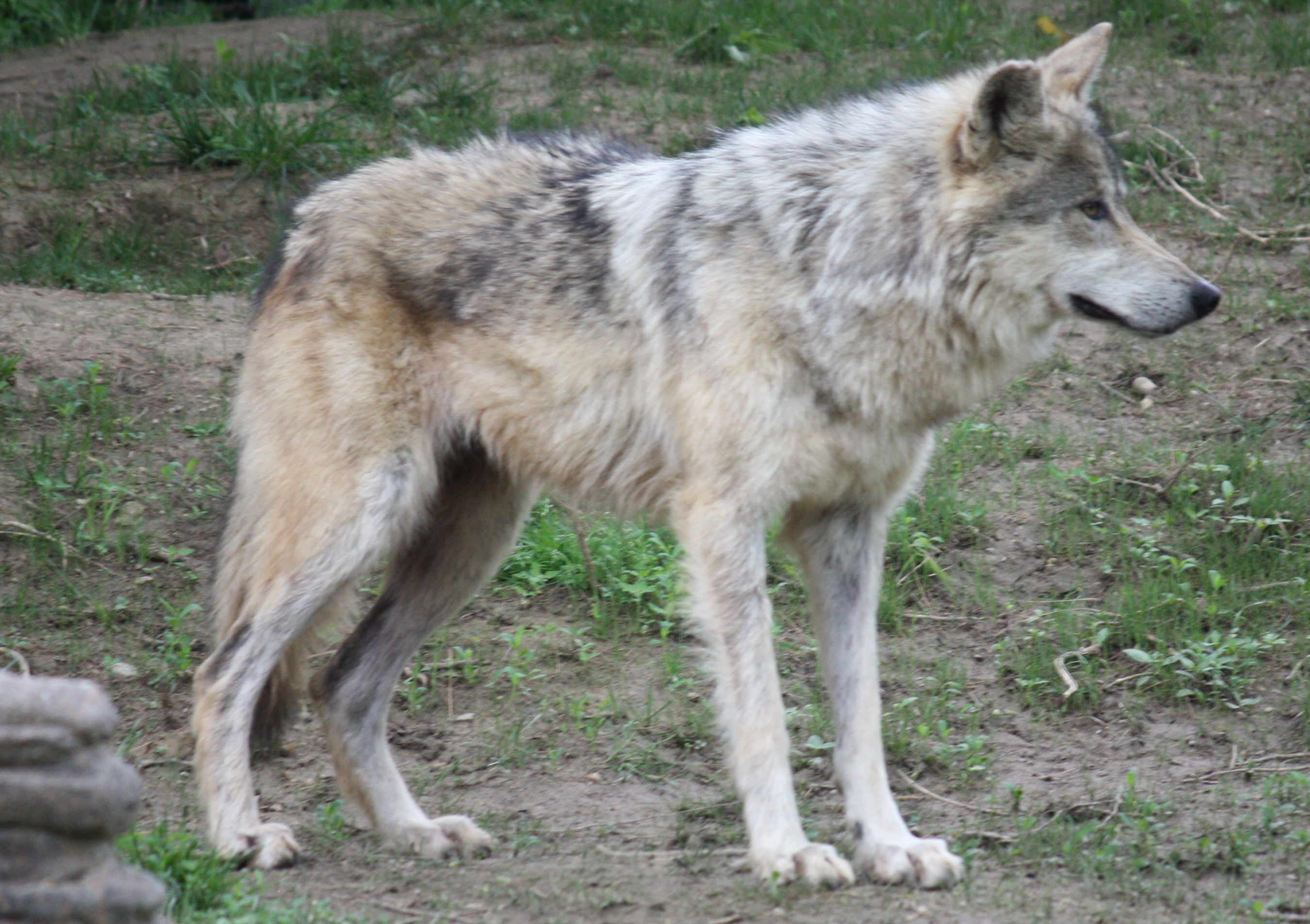
Мексиканский волк
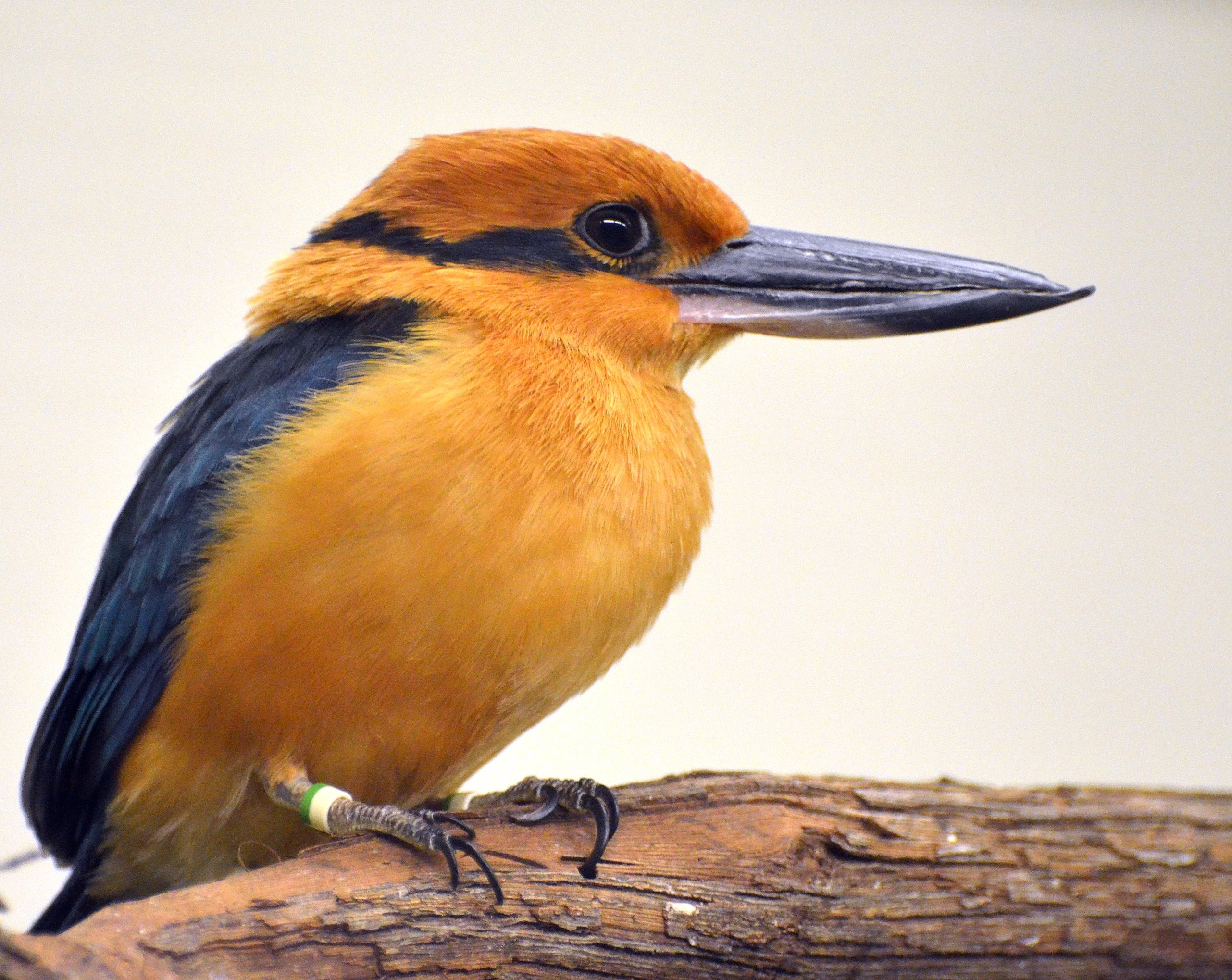
Микронезийская альциона
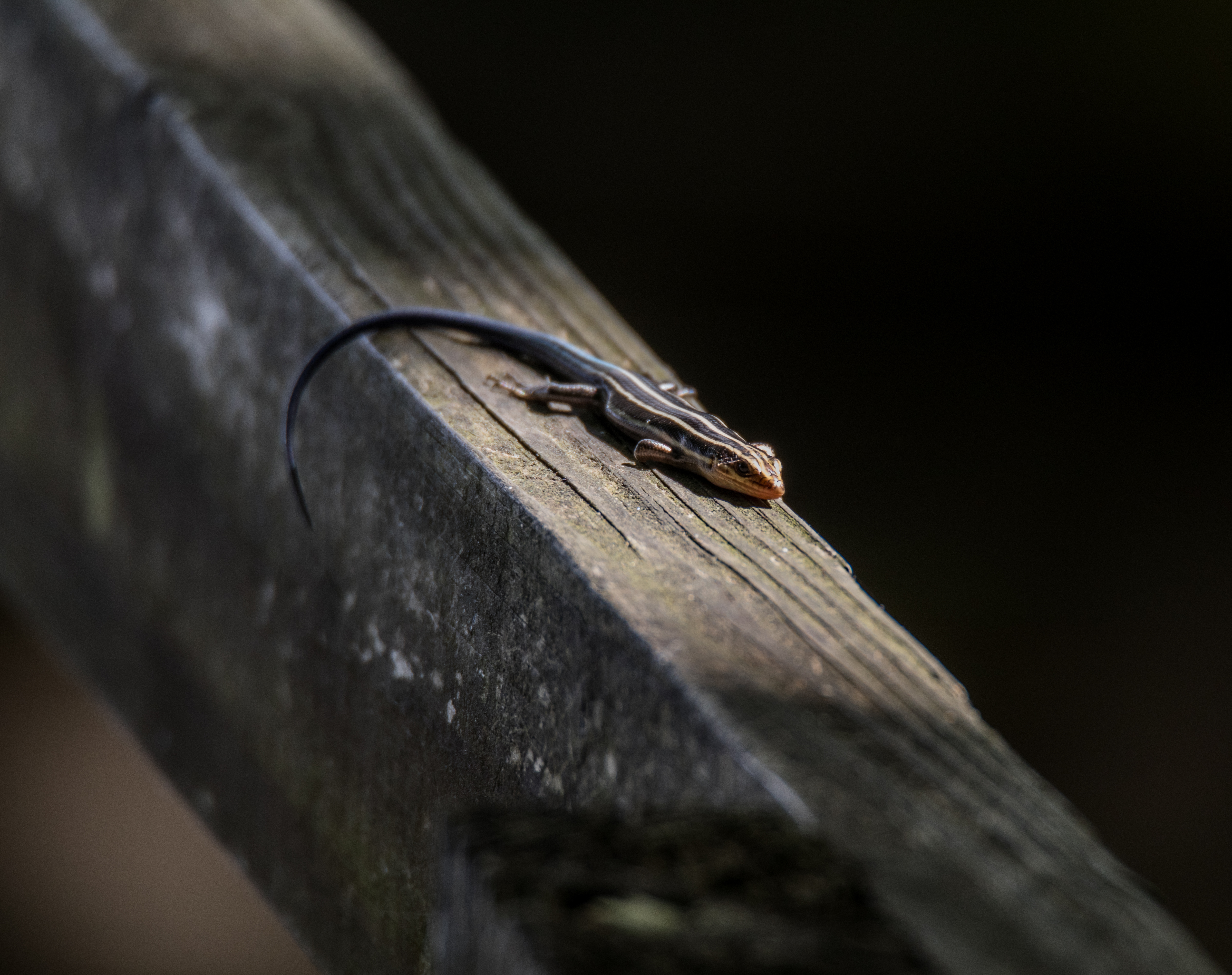
Островной скрытоглаз

Растения
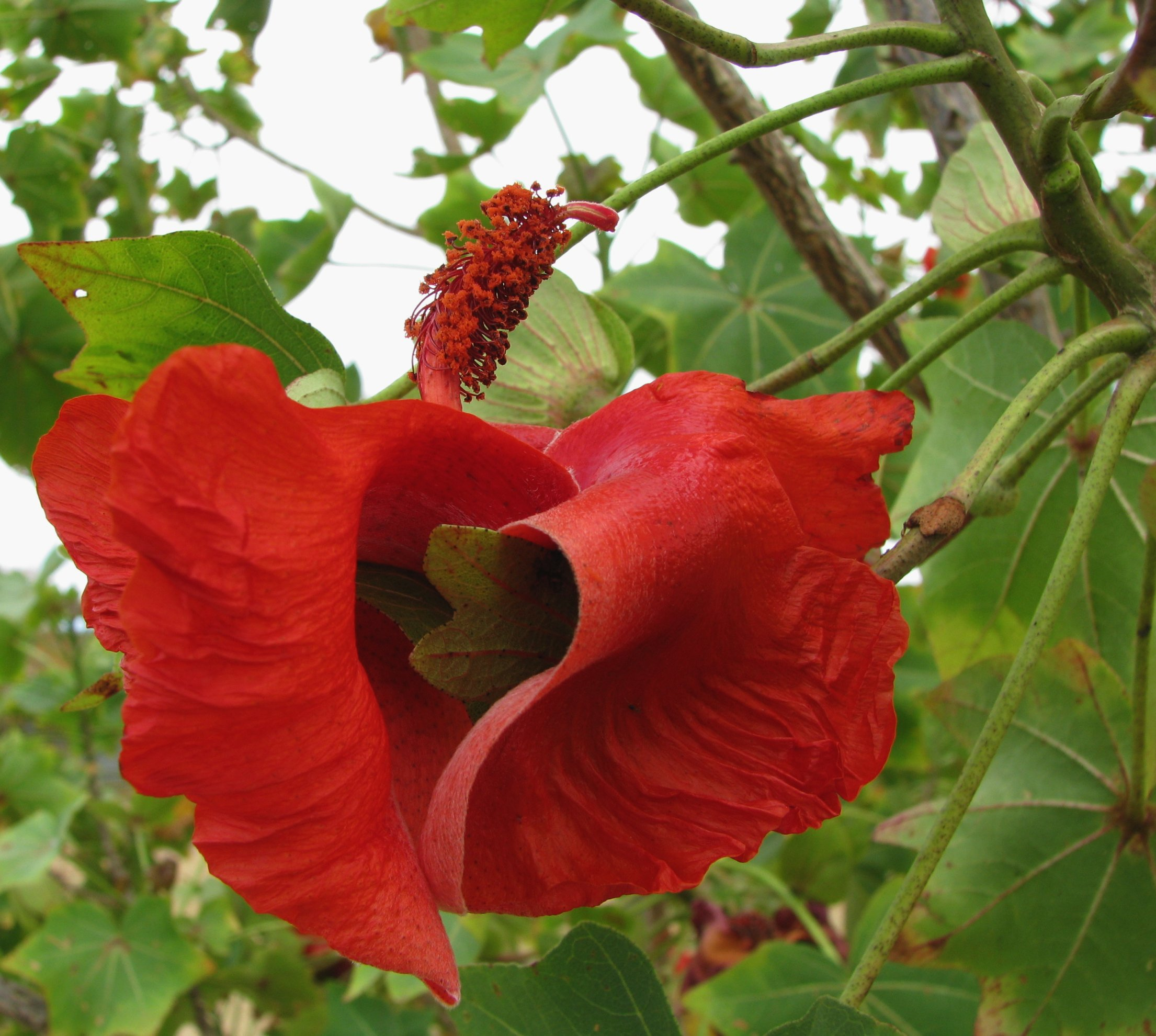
Кокия Кука
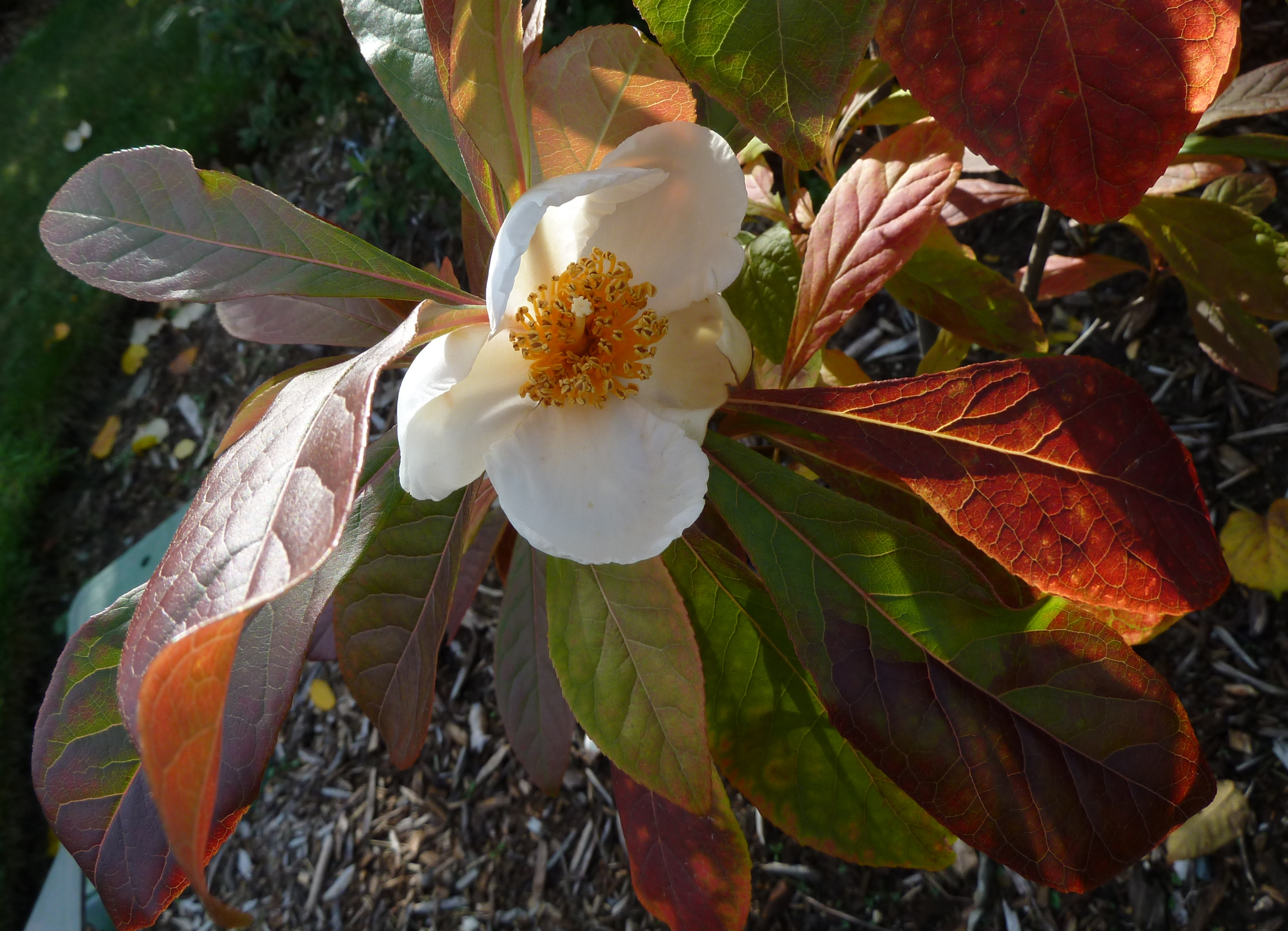
Франклиния
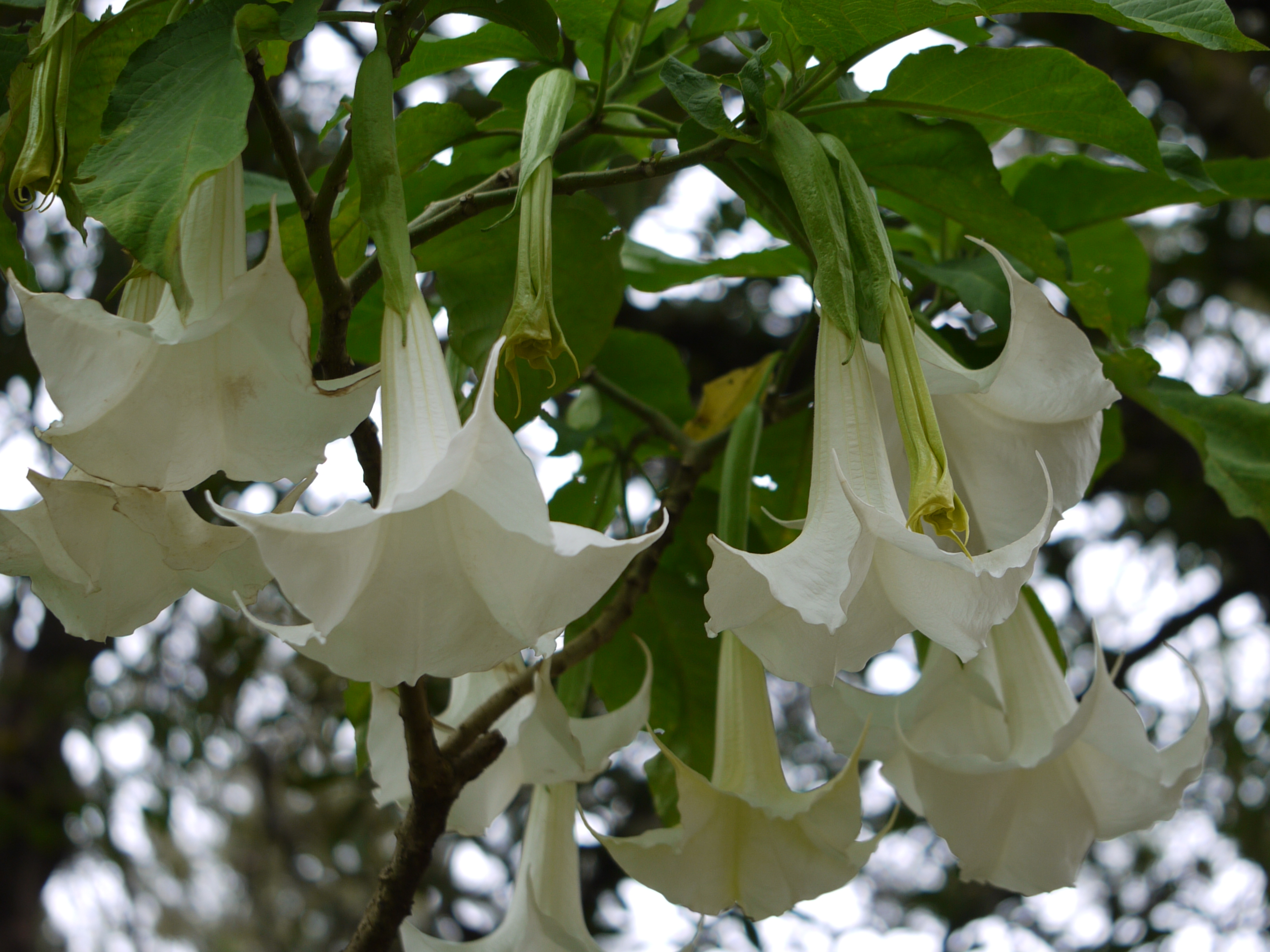
Бругмансия древовидная
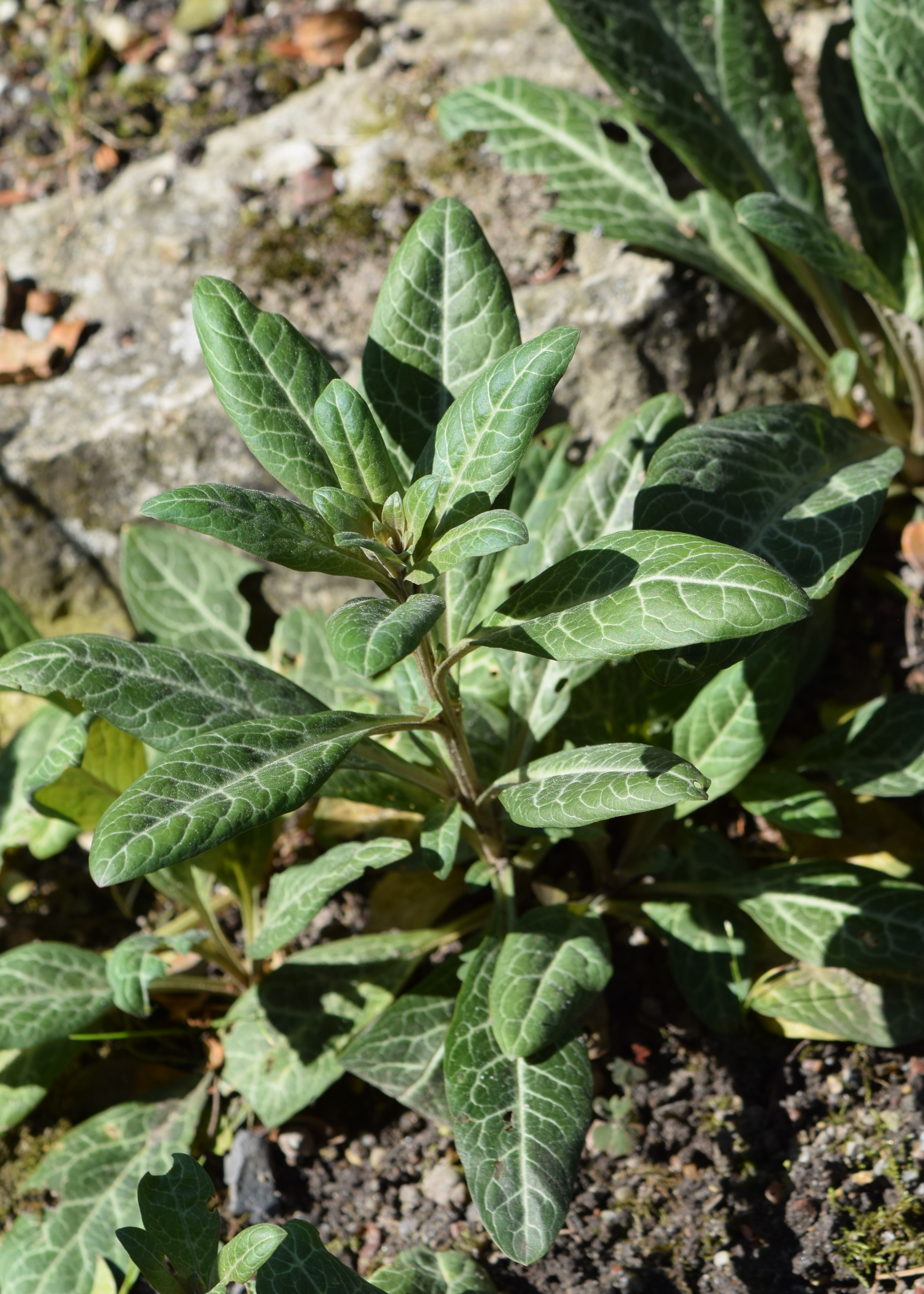
Вербейник менорский
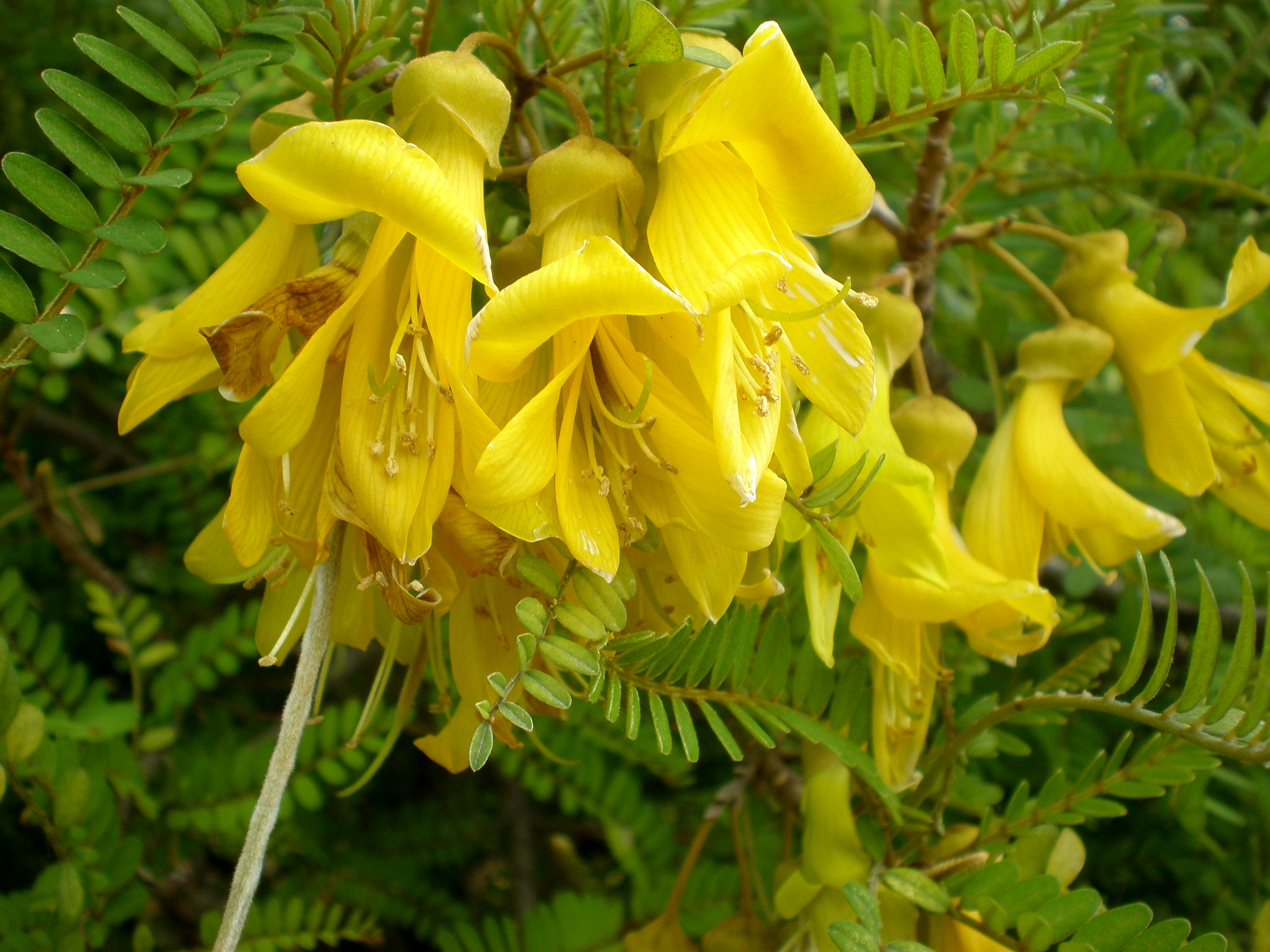
Торомиро
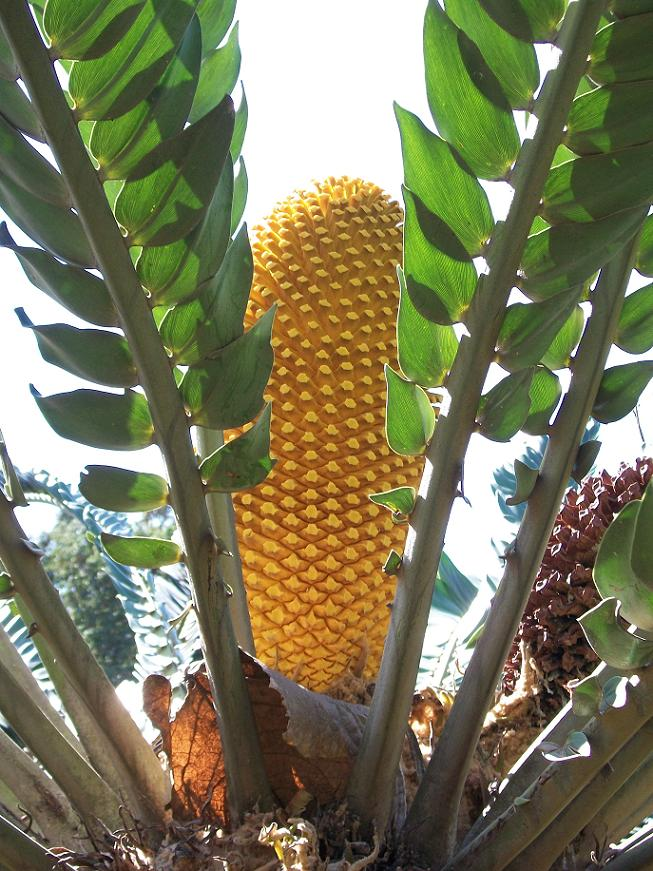
Энцефаляртос Вуда